# 다카오카촌 (지바현)
다카오카촌(高岡村)은 지바현 가토리군에 일찍이 존재했던 촌이다.

## 지리
- 현재의 나리타시, 구 시모후사정 북부에 해당한다.
- 마을 지역은 고원과 평지가 뒤섞인 골짜기가 많은 지형이다.

## 역사
- 1889년 4월 1일 - 정촌제 시행에 수반해 가토리군 다카오카촌이 성립하였다.
- 1955년 2월 11일 - 나메가와정, 고미카도촌과 합병해, 시모후사정이 성립하여, 소멸하였다.
- 2006년 3월 27일 - 시모후사정이 다이에이정과 함께 나리타시에 편입되어, 소멸하였다.

## 인구
| 1891년 | 1,965 |

## 참고문헌
- 下総町史編さん委員会編 『下総町史 通史 近現代編』、下総町、1994年
- 角川日本地名大辞典編纂委員会『가도카와 일본 지명 대사전 12 千葉県』、가도카와 쇼텐、1984年 ISBN 4040011201